# Lennart Åqvist
Lennart Ernst Åqvist, född 11 mars 1932 i Örebro, död 7 mars 2019 i Uppsala domkyrkoförsamling, var en svensk logiker och filosof.
Åqvist disputerade 1960 för filosofie doktorsgrad vid Uppsala universitet 1960 och arbetade därefter i Uppsala som docent i praktisk filosofi. Den 5 juni 1992 blev han hedersdoktor vid juridiska fakulteten vid Uppsala universitet.
Han var grundare och redaktör av Journal of Philosophical Logic. Åqvist är begravd på Uppsala gamla kyrkogård.